# Eugenia pluriflora
Eugenia pluriflora är en myrtenväxtart som beskrevs av Dc.. Eugenia pluriflora ingår i släktet Eugenia och familjen myrtenväxter. Inga underarter finns listade i Catalogue of Life.